# Пречистое (Вологодская область)
Пречистое — деревня в Кадуйском районе Вологодской области.
Входит в состав Никольского сельского поселения, с точки зрения административно-территориального деления — в Никольский сельсовет.
Расположена на левом берегу реки Шулма. Расстояние по автодороге до районного центра Кадуя — 28 км, до центра муниципального образования села Никольское — 4 км. Ближайшие населённые пункты — Анненская, Вахонькино, Завод, Лукьяново, Пелемень, Слобода, Стан, Туровино, Фадеево, Чурово.
По данным переписи в 2002 году постоянного населения не было.